# 腓力·尤里烏斯 (波美拉尼亞)
腓力·尤里烏斯（Filip Juliusz，1584年12月27日—1625年2月6日），波美拉尼亞公爵，恩斯特·路德維克之子，1592年至1625年在位。

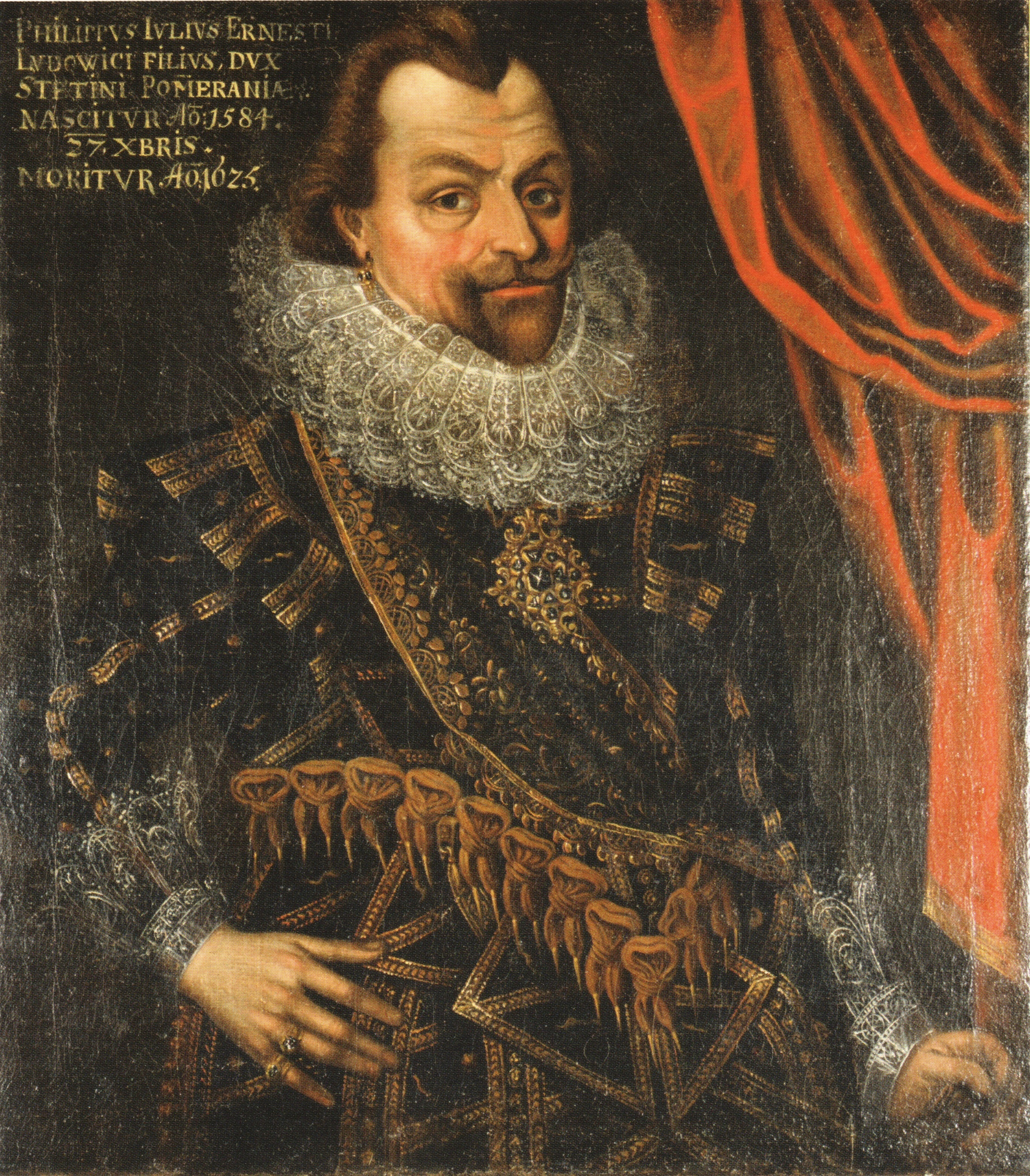
腓力·尤里烏斯

1604年腓力·尤里烏斯娶布蘭登堡的阿格尼絲，沒有子女。1625年腓力·尤里烏斯去世，他的堂兄波吉斯瓦夫十四世成為波美拉尼亞公國唯一的統治者，他去世後波美拉尼亞公國被瑞典和布蘭登堡瓜分。
1. ↑  Grewolls (1995), p.330
2. ↑  Dubilski (2003), p.25